# Пйотр Ізгаршев
Пйотр Павел Ізгаршев (пол. Piotr Paweł Izgarszew; 7 березня 1955, Варшава — 10 березня 2007, там же) — польський дисидент-антикомуніст, активіст профспілки Солідарність і підпільних Груп опору «Солідарні» під час воєнного стану. Організовував й особисто брав участь в акціях прямої дії. Відрізнявся в опозиції політичним радикалізмом і жорсткими методами. Зазнавав політичних репресій у ПНР. У Третій Речі Посполитій — профспілковий діяч, фахівець з поліграфії.

## Транспортний службовець
Народився у варшавській робітничій родині. Працював на столичному транспортному підприємстві Transbud-Warszawa. Займався розглядом скарг і врегулюванням конфліктів, пов'язаних із транспортуванням. З юності дотримувався антикомуністичних поглядів, був супротивником урядущої компартії ПОРП.
У 1980 році Пйотр Ізгаршев підтримав створення незалежної профспілки Солідарність. Проте, головним він обрав не профспілковий, а самоврядний напрям. Був членом виробничої ради на своєму підприємстві. Згодом Ізгаршев говорив, що хотів «безпосередньо змінити систему праці, а не лише пред'являти вимоги». Вів антикомуністичну агітацію у бібліотеці підприємства.

## Радикальний підпільник
13 грудня 1981 році у Польщі ввели воєнний стан. Встановилася влада Військової ради національного порятунку на чолі з першим секретарем ЦК ПОРП генералом Ярузельським. Заборонена «Солідарність» зазнала репресій, близько 10 тисяч людей інтернували. Але деякі активісти продовжили боротьбу у нелегальних формах.
Вже 13 грудня Ізгаршев об'їхав кілька підприємств Варшави, які страйкували, зв'язався з профспілковими лідерами у Гданську. Він зробив вибір на користь підпільної боротьби з перспективою загального страйку та вуличного повстання. Згодом Ізгаршев визнавав, що передбачав бійки з міліцією. Після травневих протестів 1982 року він однозначно виступав за створення «підпільної армії проти спільного ворога, де не ведеться ідеологічних дискусій, а виконуються накази». У перший же день воєнного стану він продемонстрував оперативні здібності, зумівши уникнути переслідування. Він тривалий час успішно приховував свою приналежність до підпілля, продовжував працювати у Transbud-Warszawa та вести там таємну агітацію.
Пйотр Ізгаршев зберіг принтер IBM — сучасну на той час поліграфічну машину. На ньому продовжував друкуватися у підпіллі журнал «Tygodnik Mazowsze» — видання «Солідарності» столичного регіону Мазовше. Разом з сестрою Евою вийшов на зв'язок з підпіллям заводу «Урсус» — головного оплоту варшавської «Солідарності». Ізгаршев став одним із засновників організації ViS (Victoria i Solidarność) — об'єднання підпільних профспілкових осередків дев'яти варшавських заводів й НДІ, які готували загальний страйк.
Аналогічно вчинили члени його сім'ї. Сестра Ева була активісткою «Солідарності». Тітка Казимер — член Конфедерації незалежної Польщі (KPN) і пам'ятала ще боротьбу Армії Крайова. Бабуся Анна організувала у себе продовольчий склад для підпілля.
На початку 1982 року Пйотр Ізгаршев через Януша Рамотовського та Гжегожа Ячинського встановив зв'язок з Групами опору «Солідарні» (GOS) — радикальною підпільною організацією Теодора Клінцевича та Болеслава Яблонського. У цій структурі він побачив основу підпільної армії. Увійшов до однієї з вуличних команд і до технічного відділу GOS. Був відомий соратникам під псевдонімом Павелек (за другим ім'ям) і прізвисько Товстий Пйотр (за масивною комплекцією).
Пйотр Ізгаршев взяв на себе виготовлення та застосування технічних засобів прямої дії — коктейлів Молотова, металевих шипів для прорізання шин і блокування автозаків ЗОМО, хімікатів для нелетальних атак. Виробниче оснащення надходило від спочутливих варшавських робітників. Саме Ізгаршев найактивніше набував вогнепальної зброї. В умовах «польсько-ярузельської війни» він вважав за можливе навіть союз із кримінальними елементами, якщо вони налаштовані проти режиму, дотримуються підпільної дисципліни та виконують домовленості. Все це категорично забороняли лідери підпільної «Солідарності» Збігнєв Буяк та Віктор Кулерський. Через це часом виникали розбіжності та конфлікти.
Акції Ізгаршев здійснював особисто. Він підіймався до дверей квартир інформаторів держбезпеки СБ та пропагандистів режиму, натискав дзвінок, кидав у відчинені двері капсулу з хімікатами та швидко ховався. Відомий випадок, коли одна з капсул луснула у кишені пальта. Ізгаршеву довелося чекати на конспіративній квартирі GOS. Соратниця намагалася випрати та провітрити, але цього не вдалося — одяг довелося змінити.
31 серпня 1982 року на заклик підпільної «Солідарності» у багатьох містах Польщі піднялися масові протести проти воєнного стану. Цього разу «Солідарні» організовано брали участь у сутичках зі ЗОМО. Пйотр Ізгаршев бився на майдані Гжибовського. 1 травня 1983 року він знову брав участь у забороненій демонстрації, був затриманий і побитий ЗОМО — тільки після цього СБ став відомий характер його діяльності, але й то загалом. Ізгаршева звільнили з Transbud-Warszawa, він влаштувався на тютюновий завод Ponar-Avia. Наприкінці травня його заарештували на робочому місці, але звільнили за нестачею доказів і перейшов на нелегальне становище. 7 липня 1983 року Ізгаршев разом з соратником влаштували газову атаку у міліцейському спецрозподільнику, після чого знову зуміли втекти.

## Опозиційний активіст
22 липня 1983 року воєнний стан скасували. Однак GOS, як «екстремістська організація», могли діяти лише у підпіллі. Силові акції припинили з кінця 1983 року, після присудження Леху Валенсі Нобелівської премії миру (Теодор Клінцевич вважав, що тепер такі дії компрометуватимуть «Солідарність»). 13 грудня 1983 року Пйотр Ізгаршев за порадою Януша Ромотовського вирішив скористатися законом про амністію. Проконсультувавшись з адвокатом, він з'явився до дільницької (районної) прокуратури Жолібожа. Дав формальні свідчення про власну діяльність, але відмовився називати будь-кого ще. Молодий прокурор поставився з розумінням.
Формально, перебуваючи на легальному становищі, Пйотр Ізгаршев продовжував активну антирежимну діяльність. Видавав і поширював друковані агітматеріали, вивішував банери, організовував настінну агітацію. Він брав участь у виготовленні 56 банерів загальною площею 1200 квадратних метрів. Ізгаршев розробив технічний комплекс, який складався з вивішування банера, автоматичного розкидання тисяч листівок і піротехнічного ефекту. Креативні заходи GOS, як зазначалося згодом, надихали багатьох поляків. Особливого розмаху було досягнуто у 1986 році. Також Ізгаршев брав участь у роботі нелегальної друкарні KPN. Продовжував розповсюджувати «Tygodnik Mazowsze» та інші підпільні видання. Згодом він говорив, що поліграфічні навички, набуті у підпіллі, визначили його майбутню професію.
1 травня 1984 року Ізгаршев брав участь у несанкціонованій демонстрації, місяць перебував під арештом. У СБ було заведено оперативну розробку про його «диверсійно-терористичній діяльності», але такі дані вважаються непідтвердженими.
У березні 1987 році Пйотра Ізгаршева знову заарештували СБ — за розписування гаслами «Солідарності» 73 варшавських трамваїв. Цього разу його засудили до півтора року обмеження волі. Останнім завданням, яке Ізгаршев отримав від Клінцевича, — розвідка у казармах ЗОМО під час страйкової хвилі восени 1988 року. Завдання полягало у ретельному вивченні комунікацій щодо блокування виходу. Навесні 1989 року, під час засідань Круглого столу, така розвідка проводилася знову — чи не планує влада силовий зрив діалогу та придушення опозиції.

## Революціонер після революції
4 червня 1989 року «Солідарність» здобула перемогу на парламентських виборах. Незабаром ПОРП відсторонили від влади, ПНР перетворили на Третю Річ Посполиту. Свою діяльність у цей період Ізгаршев характеризував як «експорт революції»: разом з Богданом Борусевичем відправляв поліграфічну техніку та консультував працівників друкарень литовського Саюдіса, українського Руху, Білоруського народного фронту, монгольських демократів (у 2001 році Ізгаршев отримав свою єдину нагороду — «10-річчя демократизації Монголії»).
У 1991—1994 роках Пйотр Ізгаршев очолював один з варшавських територіальних комітетів «Солідарності». Закінчив факультет кібернетики варшавської Військово-технічної академії. Працював головним спеціалістом поліграфії варшавської муніципальної поліції.
Пйотр Ізгаршев раптово помер через три дні після свого 52-річчя. Похований на Брудновському цвинтарі.